# Нашмаркт

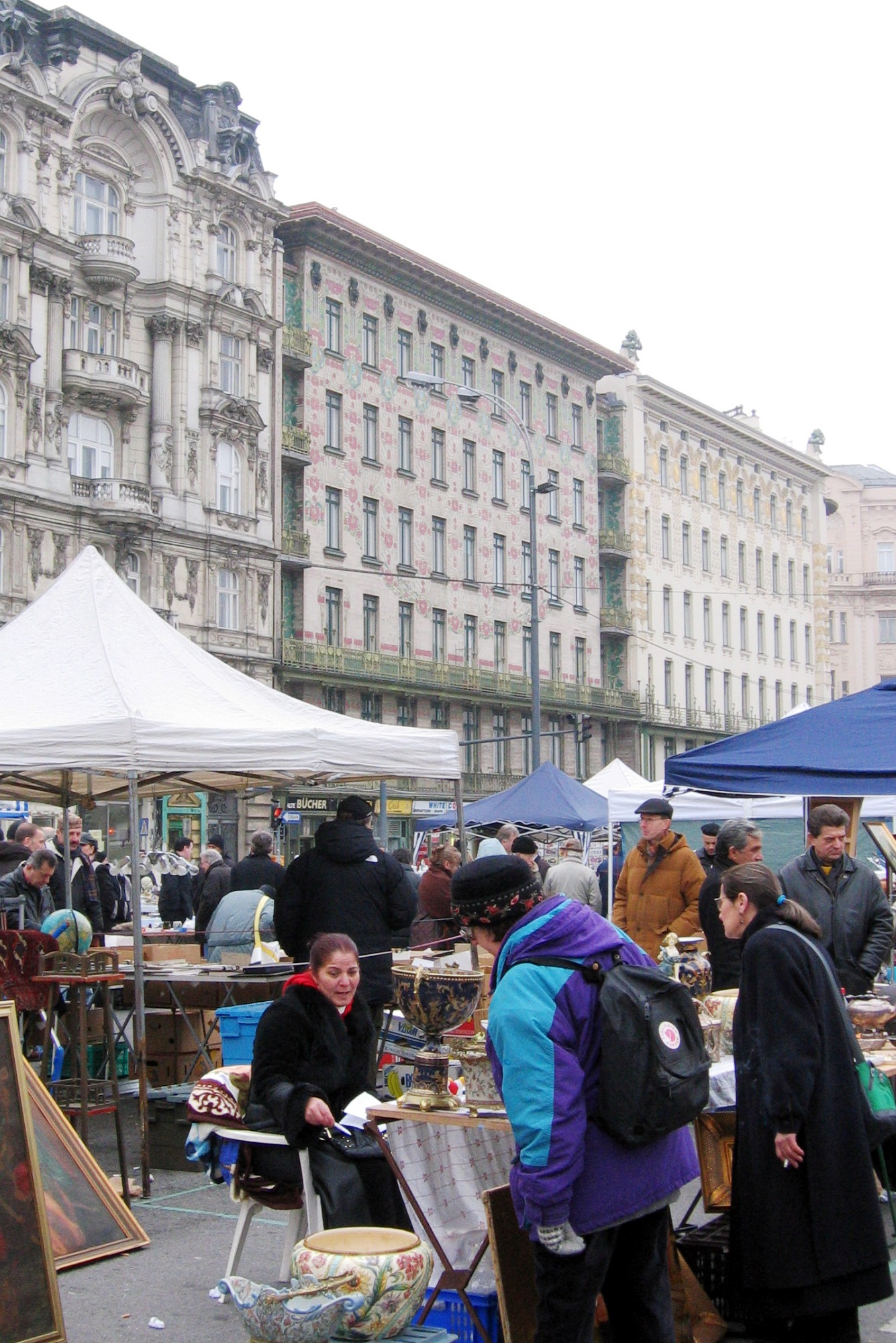
Блошиный рынок

На́шмаркт (нем. Naschmarkt — «продуктовый рынок») — открытый рынок недалеко от центра Вены. Расположен на границе городских районов Виден и Мариахильф между двумя бывшими берегами реки Вена, убранной в этом месте в конце XIX века под землю. Параллельно реке, под рынком проходит линия метро U4.
Является самым большим рынком во внутренних районах Вены. На участке между Карлсплац и выходом из станции метро «Кеттенбрюкенгассе» ежедневно работает продуктовый рынок, небольшое количество павильонов, продающих одежду, а также несколько кафе и ресторанов. На участке за выходом из метро, обычно занятом парковкой, по субботам располагается блошиный рынок.
С XVIII века на правом берегу реки, примыкавшем к мосту Елизаветы (Elisabethbrücke, ныне западная часть Карлсплац), располагался крестьянский рынок, на котором в основном продавались молочные продукты, часто в бочках из ясеня (die Esche), что, по одной из версий, явилось причиной первоначального названия рынка — Aschenmarkt, позднее немного видоизменённого.
Из-за постоянных конфликтов с шотландским монастырём с площади Фрайунг во Внутреннем Городе в 1793 году на реку был также перенесён овощной рынок. На рынке также осуществлялась торговля экзотическими фруктами, что также могло быть основанием для названия рынка (нем. naschen — лакомиться сладостями).
После того, как река была убрана под землю, территория рынка значительно расширилась, хотя он и потерял часть территории, находившейся на историческом месте (западная часть нынешней Карлсплац).